# Madhav Kumar Nepal
Madhav Kumar Nepal (Nepali: माधव कुमार नेपाल) (født 12. marts 1953 i Rautahat District i den centrale del af lavlandet Terai), var leder af Nepals store, moderate kommunistparti Communist Party of Nepal (Unified Marxist-Leninist), i daglig tale benævnt UML. Posten blev derefter overtaget af Jhalanath Khanal, nuværende partileder og premierminister.
Madhav Kumar Nepal forblev som partileder indtil valget til det forfatningsgivende parlament den 10. april 2008, hvor han tabte sin valgkreds i Kathmandu til en relativt ukendt maoist. Skønt han trods alt blev indvalgt til parlamentet i kraft af sejr i en anden valgkreds (det er tilladt at stille op i max. 2 valgkredse), så valgte Kumar Nepal at trække sig som partiets leder.
Madhav Kumar Nepal, der har været partiets leder og generalsekretær siden 1993, overtog således den 23. maj 2009 ikke posten som Nepals premierminister efter at den legendariske leder af maoistpartiet Pushpa Kamal Dahal (Prachanda) var kommet i parlamentarisk mindretal efter at præsident Ram Baran Yadav underkendte Prachandras beslutning om at afskedige landets hærchef.
| Efterfulgte: Pushpa Kamal Dahal (Prachanda) | Nepals premierministre 2009-2011 | Efterfulgtes af: Jhalanath Khanal |

| Politik | Spire Denne artikel om politik og ideologi er en spire som bør udbygges. Du er velkommen til at hjælpe Wikipedia ved at udvide den. |

1. ↑  Navnet er anført på engelsk og stammer fra Wikidata hvor navnet endnu ikke findes på dansk.